# 2001 у телебаченні
Список 2001 у телебаченні описує події у сфері телебачення що відбулися 2001 року

## Події

### Січень
- Ребрендинг львівського регіонального державного телеканалу «ЛТБ» у «12 канал»[1].
- Початок аналогового мовлення телеканалу «ICTV» на 42 ТВК в Бердянську[2].

### Лютий
- 1 лютого — Зміна логотипу і графічного оформлення телеканалу «СТБ».

### Березень
- 1 березня
  - Зміна логотипу донецької регіональної ТРК «Україна».
  - Перехід «Нового каналу» до цілодобового формату мовлення[3].
- 8 березня
  - Зміна логотипа і графічного оформлення телеканалу «Ера».
  - Початок мовлення нового лисичанського регіонального телеканалу «Акцент»[4].

### Квітень
- 24 квітня — Початок мовлення нового нетішинського регіонального телеканалу «Лотел-СКТБ».

### Травень
- Початок аналогового мовлення телеканалу «СТБ» на 52 ТВК у Тернопілі[5].

### Червень
- 1 червня
  - Початок мовлення нового музичного телеканалу «Enter».
  - Ребрендинг телеканалу «ТЕТ-4» в «ТЕТ».
- 2 червня — Початок супутникового мовлення телеканалу «СТБ».
- 4 червня — Початок мовлення нового полтавського регіонального телеканалу «Місто»[6].
- 11 червня — Припинення мовлення та закриття київської телекомпанії «НТУ»[7].

### Липень
- 1 липня — Початок супутникового мовлення телеканалу «ICTV».
- 2 липня — Початок аналогового мовлення телеканалу «ТЕТ» на 26 ТВК в Житомирі[8].
- Початок аналогового мовлення телеканалу «ТЕТ» на 24 ТВК у Новограді-Волинському[9].

### Серпень
- Початок мовлення нового регіонального телеканалу «Вінниччина»[10].

### Вересень
- 1 вересня
  - Зміна логотипа і графічного оформлення телеканалу «Тоніс».
  - Зміна логотипа «Нового каналу».
- 17 вересня — Зміна графічного оформлення телеканалу «1+1»[11].
- Припинення мовлення маріупольського регіонального телеканалу «ММК»[12].

### Жовтень
- 15 жовтня — Зміна логотипу телеканалу «1+1»[13].
- 21 жовтня — Початок аналогового мовлення донецької регіональної ТРК «Україна» на 48 ТВК в Артемівську[14].
- Початок аналогового мовлення донецької регіональної ТРК «Україна» на 51 ТВК в Маріуполі[12].

### Листопад
- 1 листопада
  - Припинення мовлення луганського регіонального телеканалу «Ефір-1»[15].
  - Початок мовлення нового луганського регіонального телеканалу «ЛКТ»[15].
- 9 листопада — Перехід аналогового мовлення регіонального телеканалу «АТВ» з 25 на 43 ТВК в Артемівську[14].
- 11 листопада — Початок мовлення нового одеського регіонального телеканалу «А1»[16].
- 14 листопада — Припинення аналогового мовлення регіонального телеканалу «ЛКТ» та телеканалу «СТБ» на 24 ТВК в Луганську[15].
- 30 листопада — Перехід телеканалу «ICTV» до часткового цілодобового формату мовлення щоп'ятниці та щосуботи.
- Початок аналогового мовлення донецької регіональної ТРК «Україна» на 26 ТВК в Костянтинівці[17].

### Грудень
- 14 грудня — Початок мовлення нового харківського регіонального телеканалу «S-TET»[18].
- 15 грудня — Початок аналогового мовлення «Нового каналу» на 33 ТВК в Житомирі[8].
- 24 грудня — Початок власного мовлення телеканалу «Ера»[19].
- 27 грудня — Початок мовлення нового музично-розважального телеканалу «M1»[20].
- 30 грудня — Перехід аналогового мовлення телеканалу «1+1» з 34 на 10 ТВК в Житомирі[8].
- Початок аналогового мовлення телеканалу «ICTV» на 37 ТВК в Рівному[21].

## Без точних дат
- Запуск на базі телеканалу «Гарт» нового шепетівського регіонального телеканалу «Шанс»[22].
- Припинення мовлення та закриття рівненського регіонального «10 каналу»[21].
- Початок аналогового мовлення телеканалу «СТБ» на 10 ТВК в Рівному, на 38 ТВК в Ужгороді, на 52 ТВК у Сімферополі, на 51 ТВК в Черкасах і на 7 ТВК в Миколаєві[21][23][24][25][26].
- Початок супутникового мовлення донецької регіональної ТРК «Україна».
- Початок аналогового мовлення «Нового каналу» на 33 ТВК у Вінниці[27].
- Початок супутникового мовлення телеканалу «ТЕТ».
- Початок супутникового мовлення телеканалу «Інтер»[28].
- Перехід донецької регіональної ТРК «Україна» до цілодобового формату мовлення.
- Зміна логотипу і графічного оформлення музичного телеканалу «O-TV».
- Початок аналогового мовлення телеканалу «ТЕТ» на 24 ТВК в Одесі та на 51 ТВК в Херсоні[29][30].
- Припинення мовлення та закриття черкаського регіонального телеканалу «Альт»[25].
- Початок мовлення криворізької версії дніпропетровського «11 каналу» на 3 ТВК[31].
- Початок мовлення нового макіївського регіонального телеканалу «Юніон».
- Припинення мовлення та закриття криворізького регіонального телеканалу «Єва»[32].